# Anders Svanebo
Anders Svanebo est un fondeur né le 19 mai 1984 à Sundsvall.

## Biographie

### Carrière
Membre du club de sa ville Stockviks SF, il dispute ses premières junior officielles en 2003, montant sur deux podiums cette année.
En novembre 2004, Svanebo fait ses débuts dans la Coupe du monde au quinze kilomètres de Gällivare.
Il participe à une compétition officielle en 2009, de triathlon d'hiver, il remporte à cette occasion, le titre honorifique de champion d'Europe dans la catégorie amateur des 25-29 ans.
En février 2010, il signe son unique succès international en arrivant premier du quinze kilomètres libre avec handicap à Spåtind dans la Coupe de Scandinavie. Un mois plus tard, il est de nouveau au départ d'une manche de la Coupe du monde, à Lahti. Malgré quelques participations supplémentaires en 2011 et 2012, il n'est pas retenu dans l'équipe nationale pendant des années, avant de faire son retour dans l'élite pour le Tour de ski 2014-2015, où il marque ses premiers points lors de la dernière étape (27e). Il obtient quelques semaines plus tard son meilleur résultat dans la Coupe du monde avec une 22e place sur le quinze kilomètres libre.
Le Suédois dispute aussi la saison 2015-2016 de Coupe du monde, mais est ensuite rétrogradé, car sans résultat dans le top trente.
En 2017, il gagne son unique titre de champion de Suède de ski de fond sur le cinquante kilomètres libres et le titre de champion du monde sur une distance de 22,5 kilomètres en style libre sur skis à rollers. Il a aussi gagné la Coupe du monde de ski à rollers en 2012.

### Vie privée
Il est le cousin du triathlète Andreas Svanebo. Il a été en relation avec la fondeuse à succès Charlotte Kalla, mais ils se sont séparés en 2017.

## Palmarès

### Coupe du monde
- Meilleur classement général : 112e en 2015.
- Meilleur résultat individuel : 22e.

### Classements en Coupe du monde
| Saison / Épreuve | Saison / Épreuve | Général | Général | Distance | Distance | Sprint | Sprint |
| Saison / Épreuve | Saison / Épreuve | Class.  | Points  | Class.   | Points   | Class. | Points |
| ---------------- | ---------------- | ------- | ------- | -------- | -------- | ------ | ------ |
| 2015             | 2015             | 112e    | 25      | 66e      | 25       | -      | -      |

### Championnats du monde de ski à rollers
- 2011 :
  -  Médaille d'or du relais.
  -  Médaille d'argent sur 24 kilomètres libre.
  -  Médaille de bronze sur dix kilomètres classique (en montée).
- 2013 :
  -  Médaille de bronze  sur vingt kilomètres libre.
  -  Médaille de bronze  en sprint par équipes.
- 2017 :
  -  Médaille d'or sur 22,5 kilomètres libre.
  -  Médaille d'argent sur vingt kilomètres classique.

### Coupe de Scandinavie
- 1 victoire.

### Championnats de Suède
- Vainqueur du cinquante kilomètres libre en 2017.